# Kloster Lochgarten
Das Kloster Lochgarten war ein Kloster von Prämonstratenserinnen von 1144 bis zum frühen 14. Jahrhundert. Es lag etwa acht Kilometer nördlich der Stadt Weikersheim beim heutigen Wohnplatz Louisgarde auf der Gemarkung des Stadtteils Nassau im Main-Tauber-Kreis in Baden-Württemberg. Auf dem Gelände befindet sich heute ein Ökohof.

## Geschichte
König Konrad III. erlaubte 1144 den Brüdern Constantin und Giselbert auf ihrem Besitz ein Kloster zu gründen. Constantin und Giselbert, die Zensualen der Stiftskirche in Lorch waren, nutzten für die Gründung das Gut Locarden (Garten im Wald), das sie von ihrem Vater erhalten hatten. Der zuständige Bischof Embricho von Würzburg (1127–1146) schickte Prämonstratenserinnen aus dem wenige Jahre zuvor gegründeten Kloster Tückelhausen bei Ochsenfurt in das neue Kloster, dessen Abt Lochgarten anfangs auch unterstellt war. 1155 nahm Kaiser Friedrich I. Barbarossa das Kloster in seinen Schutz. In Konkurrenz zu Lochgarten gründete Herzog Friedrich von Rothenburg, Neffe von Friedrich I., wohl zwischen 1164 und 1167 ein Prämonstratenserinnenkloster in Schäftersheim, das wenige Kilometer von Lochgarten entfernt ebenfalls nördlich von Weikersheim liegt. 
Anfang des 14. Jahrhunderts wurde Lochgarten in das Kloster Schäftersheim eingegliedert und wenige Jahre später als Kloster ganz aufgehoben. Der Besitz wurde von Schäftersheim aus weiter bewirtschaftet, fiel dann aber ab 1334 an das Haus Hohenlohe, anfangs zum Teil durch Kauf, nach der Reformation dann ganz.

## Weitere Nutzung
Auf dem nun entstandenen Hofgut Lochgarten wurde im 18. Jahrhundert vom Grafen Karl-Ludwig von Hohenlohe-Weikersheim ein Jagdhaus errichtet, das er zum Teil nach seinem Namen, zum Teil aber auch nach dem ursprünglichen Namen Louisgarde nannte.
Das Hofgut Lochgarten wird inzwischen als Demeterhof wieder unter dem Namen Louisgarde bewirtschaftet.